# معركة ذي قصة
معركة ذو قصة هي معركة وقعَت في منطقة ذو قصة التي تقع على بعد حوالي 36 كيلومتر (22 ميل) من مكة المكرمة. شرق المدينة المنورة، (تقع حاليًّا في منطقة المدينة المنورة، في الجزء الأوسط الغربي من المملكة العربية السعودية)، وقد حصلَت المعركة في الفترة من 25 تموز إلى 30 تموز 632. كانت المعركة بين قوات الخلافة الراشدة بقيادة الخليفة أبي بكر الصديق ضد المرتدين المتمردين بقيادة القائد حبال بن خويلد.
وقد أسفرت هذه المعركة، التي اشتملت على أربع جولات عن انتصار الخلافة الراشدة، إيذانًا ببداية حروب الردة، وانسحاب المتمردين المرتدين إلى منطقة أبرق وترسيخ شرعية أبي بكر الصديق في دوره الجديد كخليفة، حيث علّل المرتدون أنهم لم يرتضوا أبا بكر خليفة.

## الخلفية

### الوضع بعد وفاة النبي محمد
بعد وفاة النبي محمد في 8 تموز 632 عُين أبو بكر الصديق خليفة لقيادة الدولة الناشئة حديثًا في سقيفة بني ساعدة. وقد انشغل في هذا الوقت علي بن أبي طالب وأهل البيت وقلة من الصحابة عن هذا الاجتماع بدفن النبي محمد ومواراته، وكان هذا بادئة الانشقاقات في الإسلام في ثلاث اتجاهات: الغالبية التي تتبع الحاكم (سيُسمون السنة) الأقلية التي لم توافق بعد (وسيُسمون الشيعة بعد أن يلتفوا حول علي)، وقبائل شبه الجزيرة العربية التي لم ترضَ بتنصيب أبي بكر الصديق، وقد أسلمت هذه القبائل في الغالب تحت قيادة النبي محمد حوالي عام 631، وإثر ذلك تباينت ردود أفعالهم، ولكنّ الأكثرية اعترضت بشدة على الحُكم الجديد وثارت بعد وفاة النبي محمد، وطردت جامعي الزكاة، وارتد جماعة منهم، وأثارت هذه المعارضة والردة على نطاق واسع جزءًا كبيرًا من قبائل شبه الجزيرة العربية باستثناء ملحوظ لسكان مكة والمدينة وبني ثقيف من الطائف، ولعلّ هذا بسبب أنهم رأس السلطة الإسلامية الجديدة، بل وقد تخلت بعض العشائر عن الإيمان كليًا، بينما انقسمت قبائل أخرى بين من تخلى عن الإيمان ومن ظل على ولائه ومن أراد تغيير السلطة الجديدة.
وقد أدّى خروج رجلين من المرتدين أعلنا نفسيهما نبيين، وهما طليحة بن خويلد، ومسيلمة بن حبيب، بالإضافة إلى نبية كاذبة، وهي سجاح بنت الحارث، إلى تأجيج هذه الردة. كان مسيلمة بن حبيب معروفًا منذ زمن طويل بأنه دجال، بينما بدأ طليحة بن خويلد في إعلان نفسه نبيًا أثناء مرض النبي محمد.
وكان التهديد الرئيس للمدينة المنورة يأتي من طليحة بن خويلد والقبائل التي تبعته في وسط وغرب وشمال الجزيرة العربية.
| بنو أسد | بني غطفان | طي | بنو هوازن |

| بنو أسد   | بنو غطفان (وتحديدًا الفرعان: بنو ذبيان، وبنو عبس)                        | طي  |
| بنو هوازن | كنانة (وتحديدًا ثلاث عشائر من فرع بني بكر: بنو ليث، بنو الدل، وبنو مدلج) | سبع |

## مسار الأحداث

### ما قبل المعركة

#### بحسب آغا علي إبراهيم أكرم
في كتابه خالد بن الوليد سيف الله، يروي الآغا علي إبراهيم أكرم أنه بعد حوالي أسبوع أو أسبوعين من خروج جيش أسامة بن زيد جاء مندوبان من مرتدي ذي القصعة إلى أبي بكر الصديق في المدينة المنورة وأعلنوا: أنهم مسلمون وسيواصلون الصلاة لكنهم لن يدفعوا إليه الزكاة.
ولكن أبا بكر الصديق رفض هذا العرض. فأجاب بحزم أنهم إن منعوا شيئًا من الزكاة فسيقاتلهم، وأن لهم يومًا ليردّوا عليه.,
وفي صباح اليوم التالي، وقبل انتهاء مهلة اليوم الواحد، غادر المبعوثون المدينة المنورة سرًّا، مشيرين إلى رفضهم لمطالب أبي بكر الصديق وبعد رحيلهم بفترة وجيزة، أرسل أبو بكر الصديق رسله إلى جميع القبائل المانعة للزكاة، يحثهم على البقاء على الإسلام ومواصلة دفع الضرائب، وهو ما لم يؤد إلى التأثير المطلوب.
وقد لاحظ مبعوثو المرتدين من ذي القصة، من خلال الملاحظة، غياب المقاتلين قبل خروجهم من المدينة المنورة وعند عودتهم، أخبروا رفاقهم عن المحادثة مع أبي بكر الصديق والضعف الواضح في المدينة المنورة ومع ذلك، على الرغم من أن جيش أسامة بن زيد الرئيس لم يعد بعد من حملته، إلا أن المدينة لم تكن بلا دفاع كما اعتقد المرتدون، حيث كان لا يزال هناك العديد من الرجال الأصحاء، وخاصة من قريس الذين تخلّفوا عن جيش أسامة.
في هذا الوقت كان طليحة بن خويلد سميراء، وقد عزّز مرتدي ذي قصة بجيش يقوده أخوه حبال بن خويلد.
وبعد سماع التقارير من المبعوثين، أصبح إغراء تدمير المدينة المنورة وهي لا تزال عرضة للخطر أعظم من قدرة المرتدين. فقرروا الزحف نحو المدينة ومن ذي حصاة حيث أقام المرتدون قاعدة لهم، تقدم جزء من قوات ذي قصة نحو المدينة المنورة وعسكروا استعدادًا لمهاجمة المدينة وقد حصل هذا في الأسبوع الثالث من شهر تموز 632 م.

#### حسب رواية محمد بن جرير الطبري
وفي كتابه تاريخ الطبري ج 1 ص 136. 10: فتح الجزيرة العربية يروي محمد بن جرير الطبري أنه بعد حوالي عشرة أيام من وفاة النبي محمد وصلت وفود من القبائل المرتدة من بني أسد معززة بكتيبة من طليحة بن خويلد بقيادة حبال بن خويلد وخرج بنو غطفان وبنو هوازن والطيء إلى أبي بكر الصديق. وعند وصولهم إلى المدينة المنورة، استقبلهم زعماء المسلمين، باستثناء بني هامش والعباس بن عبد المطلب. وقد توسّلت هذه الوفود طلب الإعفاء من الزكاة مع إقامة بقية شعائر الإسلام فرفض أبو بكر الصديق هذا الاقتراح قائلًا إنهم إن رفضوا له حتى رسن الجمل، قاتلهم عليه.
وأصدر أبو بكر إنذارًا نهائيًا  ومنح الوفود يومًا وليلة واحدة لقبول شروطه ومبايعته خليفة بعد هذه الفترة، عادت الوفود، بعد رفضها الشروط المفروضة إلى قبائلها الخاصة وعند عودتهم أبلغوا عن قلة عدد المدافعين في المدينة المنورة مما أثار حماسهم ودفعهم إلى الاستعداد للهجوم  وبعد طرد الوفود المرتدة، استعدّ المرتدون الآن للهجوم على المدينة فوضع أبو بكر الصديق رجالًا لمراقبة ممرات الجبال المحيطة بالمدينة المنورة منهم علي بن أبي طالب، والزبير بن العوام، وطلحة بن عبيد الله، وعبد الله بن مسعود وخالد بن الوليد، وعبد الرحمن بن عوف. ثم جمع أهل المدينة في المسجد، فقال لهم أن البلاد ساءت. وأن أعضاء الوفد لاحظوا أنكم قليلون، وأنكم قد تُفاجأون في حال وقوع هجوم، ليلًا أو نهارًا. وأن أقرب أعدائكم على بُعد خطوة منكم. وأن المرتدين كانوا يأملون أن نقبل مطالبهم ونصالحهم، لكننا رفضنا مقترحاتهم وألغينا معاهدتهم. فاستعدوا.
ونتيجة لذلك، قام السكان بإعداد أنفسهم

### معركة

#### المواجهة الأولى

##### حسب رواية آغا علي إبراهيم أكرم
وأُبلغ أبو بكر الصديق بهذه الحركة فبدأ على الفور في تنظيم الدفاع عن المدينة المنورة. جمع الخليفة قوة قتالية من الرجال المتبقين. منهم علي بن أبي طالب، والزبير بن العوام، وطلحة بن عبيد الله، وعبد الله بن مسعود قاد كل منهم جزءًا من هذا الجيش الجديد.
لمدة ثلاثة أيام لم يحدث شيء. أما المرتدون، الذين لم يكونوا متأكدين من أين يبدأون، فلم يتخذوا أي إجراء.
فقرر أبو بكر الصديق بأمره أن يخرج المسلمون من المدينة لشن هجوم سريع على معسكر المرتدين المتقدم. وقد أدى هذا الهجوم الناجح إلى دفع المرتدين إلى ذي حصاة. وبعد أن علم أبو بكر الصديق بهذا النجاح، أمر المسلمين بالبقاء في أماكنهم وانتظار التعليمات الأخرى.

##### حسب رواية محمد بن جرير الطبري
وبعد أقل من ثلاثة أيام شنت القوات المرتدة هجومًا ليليًّا على المدينة المنورة، وتركت نصف رجالها في ذي حصاة احتياطًا. وصل سلاح الفرسان المهاجم إلى ممرات الجبال أثناء الليل، حيث كان المقاتلون متمركزين بالفعل. وسبقهم الكشافة على الأقدام، فنبهوا المدافعين وأرسلوا رسالة إلى أبي بكر الصديق.
وأمرهم أبو بكر الصديق بالبقاء في مواقعهم، ففعلوا، بينما أخرج الخليفة السكان من المسجد راكبين على جمالهم. وأمام هذا الرد فقد المرتدون عزيمتهم ورجعوا.

##### حسب رواية تامر أبو السعود محمد
وفي كتابه سير الخلفاء الراشدين يذكر تامر أبو السعود محمد أنه بعد ثلاثة أيام بدأ المتمردون المرتدون بالتحرك بنشاط داخل معسكر ذي حصاة. وأفادت كشافة المسلمين أن المرتدين كانوا يخططون لمهاجمة المدينة المنورة في تلك الليلة. جمع أبو بكر الصديق رجال المسلمين البالغين في المسجد. وبعد صلاة العشاء، انقسم هؤلاء الرجال إلى مجموعات لحراسة الأحياء المختلفة في المدينة. وعلى رأس كتيبة، اتخذ أبو بكر الصديق موقعًا في نقطة استراتيجية مواجهة لذي حصاة، حيث كان من المتوقع أن يحدث الهجوم.
وشن المرتدون هجومهم عند منتصف الليل، على أمل الاستيلاء على المدينة على حين غرة. وكانوا على يقين من عدم وجود قوة مقاتلة في المدينة المنورة، فتوقعوا عدم مواجهة أي مقاومة، وتوقعوا تحقيق نصر سهل. وبينما كانت قوات المرتدين تتقدم في ظلمة الليل، انقضت عليهم قوات أبي بكر الصديق، فباغتهم. وقد قُتل في المعركة عدد كبير من المتمردين المرتدين، بينما فرّ الآخرون في حيرة تامة إلى ذي حصاة، حيث طاردهم المسلمون.

#### المواجهة الثانية

##### حسب رواية آغا علي إبراهيم أكرم
وفي اليوم التالي لهذه المواجهة المنتصرة الأولى مع الخلافة الراشدة، غادر أبو بكر الصديق المدينة المنورة برفقة عدد كبير من الإبل التي تحمل على ظهورها، وتم الاستيلاء على جميع الإبل التي تستطيع أن تحمل على ظهورها في غزوة أسامة بن زيد. وعند وصولهم إلى معسكر المرتدين المهجور، ركب المسلمون الذين طردوهم الإبل، واتجه الجيش نحو ذي حصاة، معسكر المرتدين الأساسي.
توقع حبال بن خويلد اقتراب المسلمين، فأظهر مهاراته العسكرية من خلال وضع قواته بشكل استراتيجي خلف منحدر، على مسافة ما من القاعدة التي كان المسلمون يتقدمون نحوها.
تقدم المسلمون على ظهور جمالهم دون أن يشعروا بوجود المرتدين المختبئين خلف المنحدر. وعندما اقتربوا من القمة، ظهر المرتدون فجأة وألقوا على المسلمين عددًا كبيرًا من جلود الماعز المملوءة بالماء ترددت أصوات عالية بين المرتدين، مع بعض الطبول والصراخ. لقد أصيبت الجمال غير المدربة على القتال وغير المعتادة على الأصوات المفاجئة أو الأشياء غير المألوفة بالذعر وهربت وعلى الرغم من جهود المسلمين للسيطرة على دابّاتهم، إلا أنهم فشلوا  وسرعان ما تراجعت القوة الإسلامية بأكملها نحو المدينة المنورة.
وبعد أن صد حبال بن خويلد المسلمين دون أن يخوض معركة حقيقية، فسر تراجعهم على أنه علامة على الخوف، دون أن يدرك أن ذعر الإبل كان السبب الحقيقي. وأُبلغ الجزء المتبقي من قواته في ذي قصة بهذا النجاح واستعد للتقدم وفي نفس المساء، تقدمت قوات المرتدين بأكملها وأعادت تأسيس معسكرها بالقرب من المدينة المنورة، الذي تركته في اليوم السابق. وقد تعززت معنويات المرتدين بهذا النجاح.

##### حسب رواية محمد بن جرير الطبري
وطارد المسلمون فرسان المرتدين على جمالهم حتى ذي حصاة حيث ظهرت احتياطيات العدو فجأة ومعها جلود الماعز المنفوخة، مربوطة بالحبال. ثم دحرجوهم بأرجلهم نحو الإبل وكل جلد منها مفكوك من رباطه. فأُصيبت جمال المسلمين بالذعر كما لم يحدث من قبل على الرغم من جهود المسلمين للسيطرة على جمالهم، إلا أنها فشلت وأعادتهم إلى المدينة المنورة ومع ذلك، لم يسقط أي مسلم أو يُصب.
اعتقد المرتدون أن المسلمين في موقف ضعيف، فأرسلوا تعليمات إلى القوات في ذي القصعة يحثونهم على التقدم.
وردًا على هذا الوضع، أمضى أبو بكر الصديق الليل في إعادة تنظيم جيشه وإعداده.

#### المواجهة الثالثة

##### حسب رواية آغا علي إبراهيم أكرم
وعلم المسلمون، وهم غاضبون وعازمون على الانتقام، أن المرتدين عادوا إلى معسكرهم قرب المدينة، فقرروا مهاجمتهم قبل أن يتمكنوا من إنهاء استعداداتهم للمعركة. وبتوجيهات أبي بكر الصديق، أمضى المسلمون معظم الليل في إعادة تنظيم جيشهم الصغير والاستعداد للقتال.
وفي آخر الليل، قاد أبو بكر الصديق جيشه خارج المدينة، ونشره في تشكيل هجومي، بمركز وجناحين ومؤخرة. وأبقى المركز تحت قيادته المباشرة، ووضع الجناح الأيمن تحت قيادة النعمان بن مقرن، والجناح الأيسر تحت قيادة عبد الله بن مقرن، والحرس الخلفي تحت قيادة سويد بن مقرن. قبل الفجر، تقدم الجيش نحو معسكر العدو، حيث كان المرتدون، على ثقة من تحقيق نصر سهل في اليوم التالي، نائمين بعمق. وهذه المرة كان هبل بن خويلد هو الذي فاجأته المفاجأة.
قبل أن يظهر ضوء الفجر الأول، شن المسلمون هجومًا عنيفًا على معسكر المرتدين. فقتلوا بلا هوادة العديد من الأعداء بينما فر معظم الناجين، ولم يتوقفوا إلا في ذي قصة للراحة وإعادة التجمع.
بعد هذا الهجوم، ضعفت معنويات المرتدين بشكل كبير. اختار أبو بكر الصديق الهجوم المفاجئ للتعويض عن قلة عدده، وقد أثبتت هذه الاستراتيجية نجاحها.

##### حسب رواية محمد بن جرير الطبري
وبعد أن قضى أبو بكر الصديق معظم الليل في إعادة تنظيم جيشه وإعداده، خرج في تنظيم قتالي خلال الجزء الأخير من الليل، وكان النعمان بن مقرن على جانبه الأيمن، وعبد الله بن مقرن على جانبه الأيسر، وسويد بن مقرن قائدًا للخيالة في الخلف.
وعند الفجر وجدوا أنفسهم في نفس السهل الذي كان فيه المرتدون، وتقدم المسلمون في صمت، دون صوت، حتى هاجموا المرتدين بسيوفهم، وأنهوا المعركة قبل أن ينجلي الليل، وهكذا، قبل أن يشرق أول شعاع من الشمس، كان العدو قد أدار ظهوره للمسلمين، وقُتل حبال بن خويلد.
استولى المسلمون على جميع جمالهم بعد المواجهة.

#### المواجهة الرابعة

##### حسب رواية آغا علي إبراهيم أكرم
وبعد انتصاره في هذه المعركة قرر أبو بكر الصديق ألا يترك لأعدائه أي مجال للراحة. وعند شروق الشمس، قاد قواته نحو ذي قصة.
وعند وصوله، أعاد تنظيم وحدته القتالية بنفس الطريقة التي اتبعها في الليلة السابقة وشن هجومًا جديدًا. أبدى المرتدون، بسبب ضعف معنوياتهم، مقاومة أولية قبل التراجع نحو أبرق، حيث تجمع أعضاء آخرون من عشائر بني غطفان، وبنو هوازن، وطيء.
وبعد الاستيلاء على ذي قصة أرسل أبو بكر الصديق قوة صغيرة بقيادة طلحة بن عبيد الله لملاحقة العدو. تقدم طلحة بن عبيد الله مسافة قصيرة وقضى على بعض المتخلفين، لكن صغر حجم كتيبته حد من قدرته على إلحاق خسائر كبيرة بالمرتدين المنسحبين.

##### حسب رواية محمد بن جرير الطبري
ولم يفصل محمد بن جرير الطبري أحداث المواجهة الرابعة بالتفصيل كما فعل نظيره الآغا علي إبراهيم أكرم. إلا أنه يذكر أن أبا بكر الصديق طارد المرتدين حتى نزل بذي قصة، مقر المتمردين المرتدين.

### ما بعد المعركة

#### حسب رواية آغا علي إبراهيم أكرم
اُحتلّت ذو قصة في 30 تموز 632 (الموافق 8 جمادى الأولى 11 هـ). وخرج أبو بكر الصديق مع النعمان بن مقرن في سرية لاحتلال ذي القصة، بينما عاد هو إلى المدينة مع بقية جيشه. وفي 2 آب 632 م عاد جيش أسامة بن زيد للمدينة مُنهيًا التهديد على عاصمة المسلمين. في 2 أغسطس 632، عاد جيش أسامة بن زيد إلى المدينة المنورة ، منهيًا التهديد لعاصمة الإسلام.

#### حسب رواية محمد بن جرير الطبري
وعيّن أبو بكر الصديق النعمان بن مقرن على قسم من الجيش في ذي القصة، ثم عاد إلى المدينة.
وبحسب محمد بن جرير الطبري، فإن جيش أسامة بن زيد عاد بعد خروجه من أربعين إلى ستين يومًا. وقد تأكد خروجها في أواخر شهر ربيع الأول الذي وافق نهاية شهر حزيران سنة 632م. إن إضافة 40 إلى 60 يومًا يتوافق مع روايات الآغا علي إبراهيم أكرم، الذي وضع تاريخ عودة جيش أسامة بن زيد في 2 آب 632.

## النتيجة والعواقب

### النتيجة
وتتميز سلسلة المواجهات الأربع خلال هذه المعركة بتحولات استراتيجية وتناقضات في الروايات، على الرغم من أن نتائج المواجهات متطابقة. وباختصار: بعد الانتصار الأولي الذي حققه الخلافة الراشدة، فشلت المحاولة اللاحقة بسبب خدعة ذكية من المرتدين. لكن أبا بكر الصديق نجح في قيادة هجوم ليلي ناجح. وبناء على هذا النجاح، تأتي المواجهة الرابعة بقيادة أبو بكر الصديق، وتؤدي إلى انسحاب المتمردين المرتدين من ذي قصة إلى منطقة الأبرق.

### العواقب
ومن نتائج غزوة ذي قصة أن المتمردين المرتدين هاجموا المسلمين انتقامًا.
أما آغا علي إبراهيم أكرم، فلم يذكر قبائل محددة.
}} انتقامًا لهزيمتهم، هاجموا المسلمين وقتلوا نفرًا كثيرًا منهم. وقد تعهد أبو بكر الصديق بأنه في مقابل كل مسلم يُقتل سوف يقضي على عدد مماثل أو أكبر من المتمردين المرتدين من كل قبيلة.
ومن النتائج الرئيسة للمعركة أنها أوضحت مواقف القبائل المحايدة. وأرسلت قبائل كثيرة وفودًا إلى المدينة المنورة، وأعلنت ولاءها للسلطات، ودفعت الزكاة في حين أعلنت القبائل المعارضة للإسلام ارتدادها علنًا. وقد تم تحديد الوضع بوضوح. بدأت الزكاة تصل إلى المدينة المنورة ليلًا فجاءها تباعًا صفوان بن صفوان بن تميمي،  ثم الزبرقان بن بدر، وأخيرًا عدي بن حاتم. وصل صفوان بن صفوان بن التميمي أول الليل والزبرقان بن بدر في وسطه، و عدي بن حاتم في آخره. عند كل وصول، كان الناس يهتفون:
إن انتصار أبو بكر الصديق وخلافته التي أسسها حديثًا تحمل أهمية رمزية كبيرة على مستويات متعددة: كانت معركته الأولى كخليفة، والتي كانت منتصرة أيضًا؛ كما أنها كانت بمثابة بداية حروب الردة، وعززت مكانته كخليفة، وعززت شرعيته بين المسلمين داخل الخلافة الراشدة لمواصلة حروب الردة.

## الملاحظات والمراجع